# 아프가니스탄의 국기
아프가니스탄의 국기는 현재, 2021년에 다시 변경되었으며, 탈레반 정권에 의해서 수정되었다.

## 역사
1992년 사회주의 정권이 붕괴하고 이슬람교 국가로서 출범하면서 전통적인 범아랍색인 검정·하양·초록색을 띤 국기를 사용하였으나, 탈레반 정권(1996년 ~ 2001년)의 등장으로 인해 흰 배경에 '샤하드'라는 양식이 들어있는 국기를 사용했다.
2001년 미국의 공격으로 탈레반 정권이 물러난 이후에 2002년 1월 27일에 1930년부터 1973년까지 사용하였던 국기를 기본으로 한 1:2 비율의 국기를 제정하였고, 2004년에 비율을 2:3으로 수정했다. 그러나 2021년에 탈레반 정권이 재집권하면서 다시 수정되었다. 현재 국기는 국제 사회에서 인정받지 못하고 있기에 대체로 여전히 아프가니스탄 이슬람 공화국 시기의 옛 삼색기가 표현된다.
1973년 이후에 현재의 국기가 채택되기 이전까지 아프가니스탄의 정세에 따라 10여 차례에 걸쳐 국기를 바뀌었다.

## 역대 국기
| 사용기간           | 기    | 비율 | 정부                       | 비고 |
| 1709년 ~ 1738년    |       | 2:3  | 호타키 왕조                | |
| 1747년 ~ 1842년    |       | 2:3  | 두라니 제국                | |
| 1826년 ~ 1880년    | 없음. |      | 아프가니스탄 토후국        | |
| 1880년 ~ 1901년    |       | 2:3  | 아프가니스탄 토후국        | 압두르 라만 칸 치하의 기. |
| 1901년 ~ 1919년    |       | 3:5  | 아프가니스탄 토후국        | 아비불라 칸 치하의 기. 하비불라는 아버지의 기에 문장만 추가했고, 이 문장이 현대 아프간의 국장이 되었다. |
| 1919년 ~ 1926/29년 |       | 2:3  | 아프가니스탄 토후국        | 아마눌라 칸 치하의 첫 번째 기. 아버지의 기에서, 문장 주위에 팔망성 모양의 욱광을 추가했다. 이러한 형태의 문장은 오스만 제국 시절에 흔한 것이었다. 아프가니스타는 1926년에 왕국이 된다. |
| 1926년 ~ 1928년    |       | 2:3  | 아프가니스탄 왕국          | 아마눌라 칸 치하의 두 번째 기. 팔망성을 화환으로 대체하고 국장도 수정하였다. |
| 1928년             |       | 3:5  | 아프가니스탄 왕국          | 아마눌라 칸 치하의 세 번째 기. 흑, 적, 녹의 삼색기로, 그 색깔은 각각 "과거(이전의 흑색기들)", 독립을 위해 흘린 피(제3차 영국-아프가니스탄 전쟁), 그리고 미래에 대한 희망을 상징한다. 아마눌라 칸의 1927년 유럽 순방이 영향을 끼친 것으로 보인다. |
| 1928년 ~ 1929년    |       | 2:3  | 아프가니스탄 왕국          | 아마눌라 칸 치하의 네 번째 기. 눈 덮인 산봉우리 사이로 해가 떠오르는 새로운 문장이 사용되었다. 왕정의 새로운 출발을 상징한다. |
| 1929               |       | 2:3  | 아프가니스탄 왕국          | 하비불라 칼라카니 또는 바차 이 사카오 치하의 기. 적, 흑, 백의 삼색기로, 13세기 몽골 제국의 지배하에 있었을 때 사용된 기와 동일하다. |
| 1929년 ~ 1930년    |       | 2:3  | 아프가니스탄 왕국          | 무하마드 나디르 샤 치하의 첫 번째 기. 흑, 적, 녹의 삼색기가 복원 되었다. 아마눌라의 첫 번째 기에서 팔망성 문장을 빌려와 일출 문장을 대체하였다. |
| 1930년 ~ 1973년    |       | 2:3  | 아프가니스탄 왕국          | 나디르 샤 치하의 두 번째 기. 그 아들인 무하마드 자히르 샤 치하에서도 사용되었다. 흑, 적, 녹의 삼색기가 유지되었다. 팔망성 욱광이 제거되었고, 문장이 확대되었다 모스크와 문장 사이에는 ١٣٤٨ (이슬람 음력으로 1348년, 또는 그레고리력으로 서기 1929년)이라고 연도가 쓰여졌다. 이 해는 무하마드 나디르 샤의 왕정이 시작된 해이다. |
| 1973년 ~ 1974년    |       | 2:3  | 아프가니스탄 공화국        | 아프가니스탄 공화국의 첫 번째 기. 이전 기와 동일하지만, ١٣٤٨ 가 삭제되었다. |
| 1974년 ~ 1978년    |       | 2:3  | 아프가니스탄 공화국        | 아프가니스탄 공화국의 두 번째 기. 같은 색깔이 사용되었으나, 그 의미는 변화하였다. 흑색은 잊혀진 과거, 적색은 독립을 위해 흘린 피, 녹색은 농업의 번영을 상징한다. 칸톤에는 날개를 뻗친 독수리 문장이 추가되었다. 밀이 독수리 주위를 에워싸고 있고, 독수리의 위로는 햇빛의 욱광이 들어가 새로운 공화국을 상징한다. |
| 1978년             |       | 2:3  | 아프가니스탄 민주 공화국   | 공화국 수반이 쿠데타로 살해되고, 새로 들어선 정권은 소련의 괴뢰정권이었다. 괴뢰정권은 세속주의적 사회주의 국가를 수립했다. 이 과도기간 중에 동일한 기가 사용되었으나, 문장은 제거되었다. |
| 1978년 ~ 1980년    |       | 1:2  | 아프가니스탄 민주 공화국   | 빨간색으로 전체를 채우고 칸톤에 문장을 넣었다. 20세기의 사회주의 국가들에 아주 흔한 디자인이다. 밀로 만든 화환은 유지되었으나, 그 위에는 별(아프간을 이루는 다섯 민족을 상징)이 추가되었다. 또한 중간에는 파슈토어로 "인민"을 뜻하는 '칼크(خلق)'가 추가되었다. 이 기는 1979년 9월 누르 무함마드 타라키 대통령이 살해될 때까지 아프가니스탄 인민민주당의 칼크 계파의 기로 사용되기도 했다.                                                                       |
| 1980년 ~ 1987년    |       | 1:2  | 아프가니스탄 민주 공화국   | 1979년 12월, 칼크 계파가 파르참 계파에 의해 제거되고 기가 또다시 바뀌었다. 새로운 지도부는 흑, 적, 녹의 삼색기를 복원했다. 색깔은 각각 과거, 독립을 위해 흘린 피, 이슬람교를 의미한다. 과거의 호라산이 "욱일의 땅"이라는 의미였음을 반영하여, 해가 떠오르는 모양의 새로운 문장이 디자인되었다. 그 앞에는 연단과 책이 그려졌는데, 책은 공산당 선언 또는 자본론으로 생각된다. 국가색의 리본, 산업을 상징하는 톱니바퀴, 공산주의를 상징하는 붉은 별이 그려져 있다. |
| 1987년 ~ 1992년    |       | 1:2  | 아프가니스탄 공화국        | 이전의 기와 동일하나, 문장에서 톱니바퀴가 꼭대기에서 바닥으로 이동했다. 붉은 별과 책이 제거되었고, 녹색이 지평선을 반영하여 굽은 모양이 되었다. |
| 1992년             |       | 1:2  | 아프가니스탄 이슬람국      | 공산정권이 무너진 뒤 임시로 사용되었던 기이다. 여기 소개된 것 외에도 다양한 변형이 존재한다. 녹색 부분에 쓰여진 글씨는 아랍어로 "알라는 위대하다", 흰색 부분에 쓰여진 글씨는 "알라 외에 신은 없고 무함마드는 그의 사자이다". |
| 1992년 ~ 2001년    |       | 1:2  | 아프가니스탄 이슬람국      | 샤하다 문구가 문장 속으로 들어갔다. 1928년의 기에서 흑색과 녹색의 위치를 바꾸고, 민족주의의 적색을 흰색으로 바꾸어 이슬람 전통색인 녹, 백, 흑의 삼색기를 이루었다 이 세 색깔은 숱한 이슬람 국가들의 기에서 찾아볼 수 있다. 문장 아래에 쓰여진 글귀는 "دا افغانستان اسلامی دولت", 아프가니스탄 이슬람국이라는 국호이다. |
| 1996년 ~ 1997년    |       | 2:3  | 아프가니스탄 이슬람 토후국 | 탈레반 정권의 기. 민짜 백색기가 사용되었다. |
| 1997년 ~ 2001년    |       | 2:3  | 아프가니스탄 이슬람 토후국 | 1997년, 탈레반은 백색기에 샤하다를 추가하였다. |
| 2001년 ~ 2002년    |       | 1:2  | 아프가니스탄 과도 정부     | |
| 2002년 ~ 2004년    |       | 1:2  | 아프가니스탄 과도 정부     | 1920년대 ~ 1990년대 연간에 사용된 흑, 적, 녹 삼색기로 회귀하였다. 중앙의 문장은 메카를 향한 미흐라브가 있는 모스크를 나타낸 것이다. 이 기는 1930년에서 1973년 사이 왕정에서 사용된 기와 유사하다. 차이점이라면 중앙 문장의 위에 샤하다가 추가(흰색이다)되었다는 것이다. 또한 ١۲۹٨ (이슬람 양력으로 1298년, 그레고리력으로 서기 1919년)이라는 연도가 추가되었는데, 이 해는 아프가니스탄이 대영제국으로부터 독립한 해이다. 문장이 금색인 비공식 버전도 있었다.    |
| 2002년 ~ 2004년    |       | 1:2  | 아프가니스탄 과도 정부     | 2002년 ~ 2004년 동안 사용된 국기의 문장이 금색으로 된 비공식 버전이다. |
| 2004년 ~ 2013년    |       | 2:3  | 아프가니스탄 이슬람 공화국 | 2002년 ~ 2004년 동안 사용된 기와 유사하나 비율이 다르고 "دا افغانستان اسلامی دولت"(아프가니스탄 이슬람국)이라는 국호가 간단히 "افغانستان"(아프가니스탄)으로 바뀌었다. |
| 2013년 ~ 2021년    |       | 2:3  | 아프가니스탄 이슬람 공화국 | 이전의 기와 유사하나 국장이 약간 변경되었던 국기였다. |
| 2021년 ~           |       | 2:3  | 아프가니스탄 이슬람 토후국 | 2021년, 탈레반 정권에 의해 다시 변경되었다. |

## 같이 보기
- 아프가니스탄의 국장
- 아시아의 깃발 목록